# ليه بنجامين
ليه بنجامين هو سياسي كندي، ولد في 29 أبريل 1925 بمدسين هات في كندا، وتوفي في 16 يونيو 2003 بريجاينا في كندا. حزبياً، نشط في الحزب الديمقراطي الجديد. وقد انتخب عضو مجلس العموم الكندي.